# Coppa del Mondo di cricket 1992
La Coppa del Mondo di cricket 1992 (chiamata anche Benson & Hedges World Cup) fu la quinta edizione del torneo mondiale di cricket. Fu disputata dal 22 febbraio al 25 marzo 1992 e fu organizzata congiuntamente da Australia e Nuova Zelanda, per la prima volta il torneo vide la partecipazione di 9 squadre.
La vittoria finale andò alla selezione del Pakistan, che in finale sconfisse l'Inghilterra. Deludente la prestazione dei campioni in carica e padroni di casa dell'Australia, eliminati al primo turno.

## Partecipanti (girone unico)
In questa edizione per la prima volta partecipò il Sudafrica, riammesso alle competizioni internazionali dopo il superamento del regime di apartheid. Oltre ai full member dell'International Cricket Council partecipò anche lo Zimbabwe, vincitore dell'ICC Trophy 1990 (per la terza volta consecutiva). Pochi mesi dopo infatti il paese africano diventerà anch'esso full member.
- Zimbabwe
- Nuova Zelanda
- India
- Australia
- Pakistan
- Inghilterra
- Sri Lanka
- Sudafrica
- Indie Occidentali

## Formula
La formula cambiò radicalmente rispetto a quella del precedente torneo, questo a causa dell'ingresso di un'ulteriore squadra (il Sudafrica) che portò il totale a 9. Le 9 squadre partecipanti si affrontarono in un unico grande girone all'italiana con partite di sola andata, al termine di tutte le partite del girone le prime quattro squadre si qualificavano alle semifinali incrociate (la prima con la quarta, la seconda con la terza). Le vincenti delle semifinali si giocavano la finalissima.

## Cronaca del torneo
Il torneo fu inaugurato dalle due padroni di casa che si sfidarono all'Eden Park di Auckland, con una certa sorpresa vinsero i neozelandesi sui più quotati cugini australiani. Proprio i neozelandesi furono i grandi protagonisti della prima fase del torneo vincendo le prime sette partite con prestazioni convincenti e ottenendo la matematica certezza del primo posto nel girone unico con un turno di anticipo, prima di perdere l'ultima partita del girone contro il Pakistan. Dietro di loro si classificarono gli inglesi che mostrarono la loro abilità imponendosi su tutti gli avversari tranne i neozelandesi e lo Zimbabwe, nonostante siano stati penalizzati da una partita interrotta per pioggia contro il Pakistan che avrebbero quasi certamente vinto (il Pakistan aveva marcato sole 74 runs, un target facilmente abbordabile per la forte squadra inglese). Vi era grande attesa per la prestazione della squadra sudafricana, al rientro nel grande cricket dopo la fine dell'apartheid, e il team non deluse le aspettative qualificandosi per la semifinale al terzo posto nel girone dietro neozelandesi e inglesi. L'altra squadra ospite invece deluse ampiamente le aspettative vincendo quattro partite con India, Sri Lanka, Zimbabwe e Indie Occidentali ma perdendo le altre quattro abbastanza nettamente con i cugini oceanici, i sudafricani, gli inglesi e i pakistani e furono scavalcati proprio da questi ultimi all'ultima gara. In precedenza i pakistani avevano mostrato grande forza ma anche una certa discontinuità, alternando grandi vittorie a sconfitte abbastanza nette. In particolare la squadra aveva iniziato malissimo il torneo, perdendo 3 delle prime 5 partite (venendo salvati dalla pioggia che trasformò in No Result una sicura sconfitta anche contro gli inglesi), a torneo inoltrato il loro gioco migliorò ed arrivarono a mostrare grande forza ottenendo vittorie contro Sri Lanka e soprattutto Australia, ottenendo infine la qualificazione alle semifinali all'ultima partita contro i già qualificati neozelandesi a danno di australiani e caraibici.
Eliminate con onore le Indie Occidentali con uno score di quattro vittorie e quattro sconfitte, che rimasero in corsa fino all'ultimo per il quarto posto. India e Sri Lanka chiusero con due vittorie (per la seconda fu comunque un risultato positivo, essendo una selezione relativamente inesperta). Anche lo Zimbabwe, sebbene terminò ultimo, ricevette i complimenti per il proprio livello di gioco e si tolse la soddisfazione di vincere una partita contro l'Inghilterra, tali progressi verranno riconosciuti pochi mesi dopo con la concessione del test status.
Nella prima semifinale si affrontarono nuovamente neozelandesi e pakistani, con grande sorpresa del mondo (e grande disappunto del pubblico di Auckland) gli asiatici riuscirono nuovamente ad imporsi. Nell'altra semifinale si verificò un episodio controverso in quanto la partita fu condizionata dalla pioggia e fu ridotta a 45 overs per parte. Tuttavia a pochi lanci dal termine, quando il Sudafrica necessitava di 22 runs in 13 lanci per poter vincere, un target difficile ma comunque fattibile, la pioggia interruppe nuovamente per pochi minuti il match cancellando due overs. Il nuovo target calcolato fu di 21 runs in un solo lancio, del tutto impossibile poiché con una sola palla lanciata il massimo che si può ottenere è 6 runs. A causa di questo fatto il regolamento per calcolare il nuovo target in caso di pioggia fu modificato.
In finale i pakistani giocarono una gran partita, disputando un buon innings in battuta ma soprattutto un ottimo innings al lancio, ottenendo una sorprendente vittoria. Insperata alla luce dei risultati delle prime partite ben poco convincenti.

## Fase a gironi

### Partite
| Data             | Luogo                                         |                                            |                                            | Risultato |
| ---------------- | --------------------------------------------- | ------------------------------------------ | ------------------------------------------ | --- |
| 22 febbraio 1992 | Eden Park Auckland, Nuova Zelanda             | Nuova Zelanda 248/6 (50 overs)             | Australia 211/all out (48.1 overs)         | NZL vince di 37 runs |
| 22 febbraio 1992 | WACA Ground Perth, Australia                  | Inghilterra 236/9 (50 overs)               | India 227/all out (49.2 overs)             | ENG vince di 9 runs |
| 23 febbraio 1992 | Pukekura Park New Plymouth, Nuova Zelanda     | Zimbabwe 312/4 (50 overs)                  | Sri Lanka 313/7 (49.2 overs)               | SRI vince di 3 wickets |
| 23 febbraio 1992 | Melbourne Cricket Ground Melbourne, Australia | Pakistan 220/2 (50 overs)                  | Indie Occidentali 221/0 (46.5 overs)       | WIN vince di 10 wickets |
| 25 febbraio 1992 | Trust Bank Park Hamilton, Nuova Zelanda       | Sri Lanka 206/9 (50 overs)                 | Nuova Zelanda 210/4 (48.2 overs)           | NZL vince di 6 wickets |
| 26 febbraio 1992 | Sydney Cricket Ground Sydney, Australia       | Australia 170/9 (49 overs)                 | Sudafrica 171/1 (46.5 overs)               | RSA vince di 9 wickets Partita ridotta a 49 overs                                                                                       |
| 27 febbraio 1992 | Bellerive Oval Hobart, Australia              | Pakistan 254/4 (50 overs)                  | Zimbabwe 201/7 (50 overs)                  | PAK vince di 53 runs |
| 27 febbraio 1992 | Melbourne Cricket Ground Melbourne, Australia | Indie Occidentali 157/all out (49.2 overs) | Inghilterra 160/4 (39.5 overs)             | ENG vince di 6 wickets |
| 28 febbraio 1992 | Ray Mitchell Oval Mackay, Australia           | India 1/0 (0.2 overs)                      | Sri Lanka 0/0 (0 overs)                    | ANNULLATA (NO RESULT) Partita ridotta a 20 overs e poi annullata per ulteriore pioggia                                                  |
| 29 febbraio 1992 | Eden Park Auckland, Nuova Zelanda             | Sudafrica 190/7 (50 overs)                 | Nuova Zelanda 191/3 (34.3 overs)           | NZL vince di 7 wickets |
| 29 febbraio 1992 | Brisbane Cricket Ground Brisbane, Australia   | Indie Occidentali 264/8 (50 overs)         | Zimbabwe 189/7 (50 overs)                  | WIN vince di 75 runs |
| 1º marzo 1992    | Brisbane Cricket Ground Brisbane, Australia   | Australia 237/9 (50 overs)                 | India 234/all out (47 overs)               | AUS vince di 1 runs (regolamento di pioggia) Innings dell'IND interrotto dopo 16.2 overse target corretto a 236 in 47 overs             |
| 1º marzo 1992    | Adelaide Oval Adelaide, Australia             | Pakistan 74/all out (40.2 overs)           | Inghilterra 24/1 (8 overs)                 | ANNULLATA (NO RESULT) Innings dell'ENG interrotto dopo 8 overs per pioggia e non più ricominciato                                       |
| 2 marzo 1992     | Basin Reserve Wellington, Nuova Zelanda       | Sudafrica 195/all out (50 overs)           | Sri Lanka 198/7 (49.5 overs)               | SRI vince di 3 wickets |
| 3 marzo 1992     | McLean Park Napier, Nuova Zelanda             | Nuova Zelanda 162/3 (20.5 overs)           | Zimbabwe 105/7 (18 overs)                  | NZL vince di 48 runs (regolamento di pioggia) Partita ridotta a 35, poi 24 e infine 20.5 overs, target corretto a 154 in 18             |
| 4 marzo 1992     | Sydney Cricket Ground Sydney, Australia       | India 216/7 (49 overs)                     | Pakistan 173/all out (48.1 overs)          | IND vince di 43 runs Partita ridotta a 49 overs per parte per la lentezza dei bowlers pakistani                                         |
| 5 marzo 1992     | Lancaster Park Christchurch, Nuova Zelanda    | Sudafrica 200/8 (50 overs)                 | Indie Occidentali 136/all out (38.4 overs) | vince di |
| 5 marzo 1992     | Sydney Cricket Ground Sydney, Australia       | Australia 171/all out (49 overs)           | Inghilterra 173/2 (40.5 overs)             | ENG vince di 8 wickets |
| 7 marzo 1992     | Trust Bank Park Hamilton, Nuova Zelanda       | India 203/7 (32 overs)                     | Zimbabwe 104/1 (19.1 overs)                | IND vince di 55 runs (regolamento di pioggia) Entrambi gli innings interrotti per pioggia, target corretto a 159 in 19 overs            |
| 7 marzo 1992     | Adelaide Oval Adelaide, Australia             | Sri Lanka 189/9 (50 overs)                 | Australia 190/3 (44 overs)                 | AUS vince di 7 wickets |
| 8 marzo 1992     | Eden Park Auckland, Nuova Zelanda             | Indie Occidentali 203/7 (50 overs)         | Nuova Zelanda 206/5 (48.3 overs)           | NZL vince di 5 wickets |
| 8 marzo 1992     | Brisbane Cricket Ground Brisbane, Australia   | Sudafrica 211/7 (50 overs)                 | Pakistan 173/8 (36 overs)                  | RSA vince di 20 runs (regolamento di pioggia) Innings del PAK sospeso per pioggia dopo 21.3 overs sul 74/2, target corretto a 194 in 36 |
| 9 marzo 1992     | Eastern Oval Ballarat, Australia              | Inghilterra 280/9 (50 overs)               | Sri Lanka 174/all out (44 overs)           | ENG vince di 106 runs |
| 10 marzo 1992    | Basin Reserve Wellington, Nuova Zelanda       | India 197/all out (49.4 overs)             | Indie Occidentali 195/5 (44 overs)         | WIN vince di 5 wickets (regolamento di pioggia)                                                                                         |
| 10 marzo 1992    | Manuka Oval Canberra, Australia               | Zimbabwe 163/all out (48.3 overs)          | Sudafrica 164/3 (45.1 overs)               | RSA vince di 7 wickets |
| 11 marzo 1992    | WACA Ground Perth, Australia                  | Pakistan 220/9 (50 overs)                  | Australia 172/all out (45.2 overs)         | PAK vince di 48 runs |
| 12 marzo 1992    | Carisbrook Dunedin, Nuova Zelanda             | India 230/6 (50 overs)                     | Nuova Zelanda 231/6 (47.1 overs)           | NZL vince di 4 wickets |
| 12 marzo 1992    | Melbourne Cricket Ground Melbourne, Australia | Sudafrica 236/4 (50 overs)                 | Inghilterra 226/7 (40.5 overs)             | ENG vince di 3 wickets (regolamento di pioggia) Innings del PAK sospeso per pioggia dopo 12 overs sul 62/0, target corretto a 226 in 41 |
| 13 marzo 1992    | Berri Oval Berri, Australia                   | Indie Occidentali 268/8 (50 overs)         | Sri Lanka 177/9 (50 overs)                 | WIN vince di 91 runs |
| 14 marzo 1992    | Bellerive Oval Hobart, Australia              | Australia 265/6 (50 overs)                 | Zimbabwe 137/all out (41.4 overs)          | AUS vince di 128 runs |
| 15 marzo 1992    | Basin Reserve Wellington, Nuova Zelanda       | Inghilterra 200/8 (50 overs)               | Nuova Zelanda 201/3 (40.5 overs)           | NZL vince di 7 wickets |
| 15 marzo 1992    | Adelaide Oval Adelaide, Australia             | India 180/6 (30 overs)                     | Sudafrica 181/4 (29.1 overs)               | RSA vince di 6 wickets Partita ridotta a 30 overs per parte per via della pioggia                                                       |
| 15 marzo 1992    | WACA Ground Perth, Australia                  | Sri Lanka 212/6 (50 overs)                 | Pakistan 216/6 (49.1 overs)                | PAK vince di 4 wickets |
| 18 marzo 1992    | Lancaster Park Christchurch, Nuova Zelanda    | Nuova Zelanda 166/all out (48.2 overs)     | Pakistan 167/3 (44.4 overs)                | PAK vince di 7 wickets |
| 18 marzo 1992    | Lavington Sports Oval Albury, Australia       | Zimbabwe 134/all out (46.1 overs)          | Inghilterra 125/all out (49.1 overs)       | ZIM vince di 9 runs |
| 18 marzo 1992    | Melbourne Cricket Ground Melbourne, Australia | Australia 216/6 (50 overs)                 | Indie Occidentali 159/all out (42.4 overs) | AUS vince di 57 runs |

### Classifica
| Team              | Pts | Pld | W | L | NR | T | RD    | RR   |
| ----------------- | --- | --- | - | - | -- | - | ----- | ---- |
| Nuova Zelanda     | 14  | 8   | 7 | 1 | 0  | 0 | 0.59  | 4.76 |
| Inghilterra       | 11  | 8   | 5 | 2 | 1  | 0 | 0.47  | 4.36 |
| Sudafrica         | 10  | 8   | 5 | 3 | 0  | 0 | 0.14  | 4.36 |
| Pakistan          | 9   | 8   | 4 | 3 | 1  | 0 | 0.17  | 4.33 |
| Australia         | 8   | 8   | 4 | 4 | 0  | 0 | 0.20  | 4.22 |
| Indie Occidentali | 8   | 8   | 4 | 4 | 0  | 0 | 0.07  | 4.14 |
| India             | 5   | 8   | 2 | 5 | 1  | 0 | 0.14  | 4.95 |
| Sri Lanka         | 5   | 8   | 2 | 5 | 1  | 0 | −0.68 | 4.21 |
| Zimbabwe          | 2   | 8   | 1 | 7 | 0  | 0 | −1.14 | 4.03 |

## Eliminazione diretta
|  | Semifinali    | Semifinali    | Semifinali  |             |          | Finale   | Finale | Finale |  |
|  |               |               |             |             |          |          |        |        |  |
|  | Nuova Zelanda | Nuova Zelanda | 262/7       |             |          |          |        |        |  |
|  | Nuova Zelanda | Nuova Zelanda | 262/7       |             |          |          |        |        |  |
|  | Pakistan      | Pakistan      | 263/6       |             |          |          |        |        |  |
|  | Pakistan      | Pakistan      | 263/6       |             | Pakistan | Pakistan | 249/6  |        |  |
|  |               |               |             |             | Pakistan | Pakistan | 249/6  |        |  |
|  |               |               | Inghilterra | Inghilterra | 227/ao   |          |        |        |  |
|  | Inghilterra   | Inghilterra   | Inghilterra | Inghilterra | 227/ao   | 252/6    |        |        |  |
|  | Inghilterra   | Inghilterra   |             |             |          |          |        |        |  |
|  | Sudafrica     | Sudafrica     | 232/6       |             |          |          |        |        |  |

### Semifinali
| Data          | Luogo                                   | In battuta (nel I innings)     | Al lancio (nel I innings)  | Risultato                                                                |
| ------------- | --------------------------------------- | ------------------------------ | -------------------------- | ------------------------------------------------------------------------ |
| 21 marzo 1992 | Eden Park Auckland, Nuova Zelanda       | Nuova Zelanda 262/7 (50 overs) | Pakistan 263/6 (49 overs)  | PAK vince di 4 wickets                                                   |
| 22 marzo 1992 | Sydney Cricket Ground Sydney, Australia | Inghilterra 252/6 (45 overs)   | Sudafrica 232/6 (43 overs) | ENG vince di 19 runs (regolamento di pioggia) Target ridotto per pioggia |

### Finale
| Data          | Luogo                                         | In battuta (nel I innings) | Al lancio (nel I innings)            | Risultato            |
| ------------- | --------------------------------------------- | -------------------------- | ------------------------------------ | -------------------- |
| 25 marzo 1992 | Melbourne Cricket Ground Melbourne, Australia | Pakistan 249/6 (50 overs)  | Inghilterra 227/all out (49.2 overs) | PAK vince di 22 runs |

## Statistiche
| Runs | Giocatore     | Nazione       |
| ---- | ------------- | ------------- |
| 456  | Martin Crowe  | Nuova Zelanda |
| 437  | Javed Miandad | Pakistan      |
| 410  | Peter Kirsten | Sudafrica     |
| 368  | David Boon    | Australia     |
| 349  | Rameez Raja   | Pakistan      |

| Wickets | Giocatore     | Nazione       |
| ------- | ------------- | ------------- |
| 18      | Wasim Akram   | Pakistan      |
| 16      | Ian Botham    | Inghilterra   |
| 16      | Mushtaq Ahmed | Pakistan      |
| 16      | Chris Harris  | Nuova Zelanda |
| 14      | Eddo Brandes  | Zimbabwe      |